# Handsworth (South Yorkshire)
Handsworth – dzielnica miasta Sheffield, w Anglii, w South Yorkshire, w dystrykcie Sheffield. Leży 5,6 km od centrum miasta Sheffield i 224,9 km od Londynu. W 2001 roku dzielnica liczyła 18 664 mieszkańców. Handsworth jest wspomniana w Domesday Book (1086) jako Handesuuord/Handesuurde.